# Sarwan

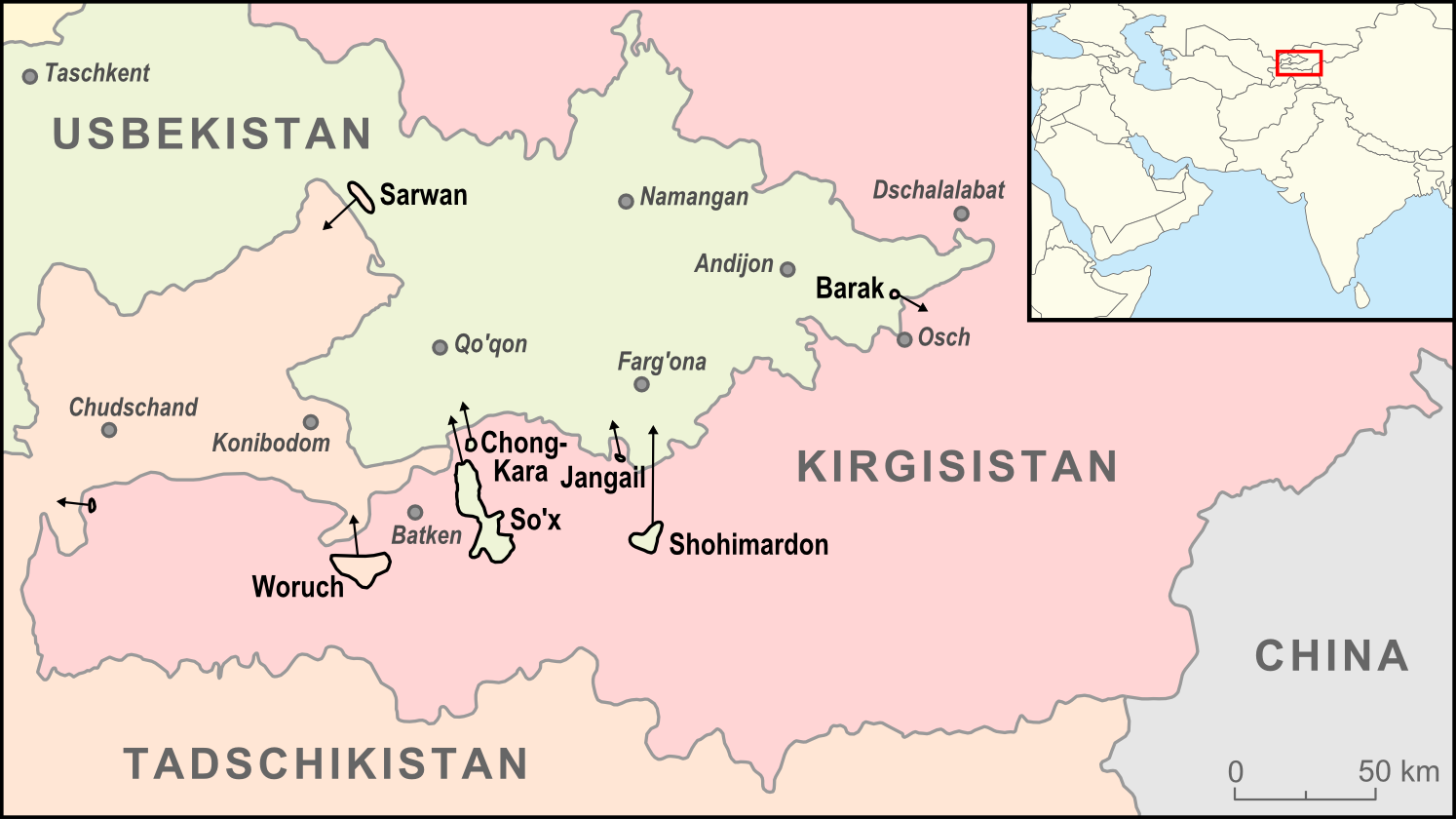
Exklave Sarwan im Nordwesten der Karte.

Sarwan (tadschikisch Сарван; auch Sarwaksoy/Сарваксой, Sarwak/Сарвак, oder nach englischer Umschrift Sarvan, Sarvaksoy oder Sarvak; usbekisch Sarvan; persisch سروان, سروک oder سروک‌سای) ist eine tadschikische Exklave beziehungsweise eine Enklave in Usbekistan. In der Exklave liegen die beiden Dörfer Sarwan/Sarwaksoy und das deutlich kleinere Sarwaki-Bolo (Сарваки-Боло), in denen 150 Personen leben. Das Dorf Sarwan selbst liegt beiderseits der usbekisch-tadschikischen Grenze und zählt zur tadschikischen Provinz Sughd, innerhalb welcher der Ort dem Bezirk Ascht beziehungsweise dem usbekischen Bezirk Pop in der Provinz Namangan zugehört. Die Bewohner Sarwans beiderseits der Grenze sind ethnische Usbeken, etwa die Hälfte der Einwohner ist jedoch tadschikischer Staatsbürgerschaft.
Die Exklave ist ein etwa 14 Kilometer langes und 600 Meter breites Gebiet entlang des Flusses Sarwaksoy, der parallel zur Kamchiq-Passstraße zwischen den usbekischen Städten Angren und Kokand in einem Seitental fließt. Die Fläche der Exklave beträgt etwa 8,4 km². Der Minimalabstand zwischen Sarwan und dem tadschikischen Mutterland beträgt 1,2 km, der nächstgelegene usbekische Ort ist das 3 km von Sarwan entfernte Rezaksoy an der Kamchik-Passstraße.
Die Festlegung der Grenzen erfolgte zu Sowjetzeiten; zu einer Exklave wurde Sarwan 1991, als Tadschikistan und Usbekistan ihre Unabhängigkeit erlangten. Vor dem Zerfall der Sowjetunion hatte der Verlauf der Grenze keine Auswirkung auf das Leben der Bewohner Sarwans. Die unabhängigen Staaten markierten ihre Grenzen jedoch mit Zäunen und begannen, illegale Grenzüberschreiter mit Geldstrafen zu belegen. Nach den Terroranschlägen in Taschkent im Jahr 2004 wurde die Straße zwischen Rezaksoy und Sarwan gesperrt und das Leben der Bewohner weiter erschwert.